# F-kontakt

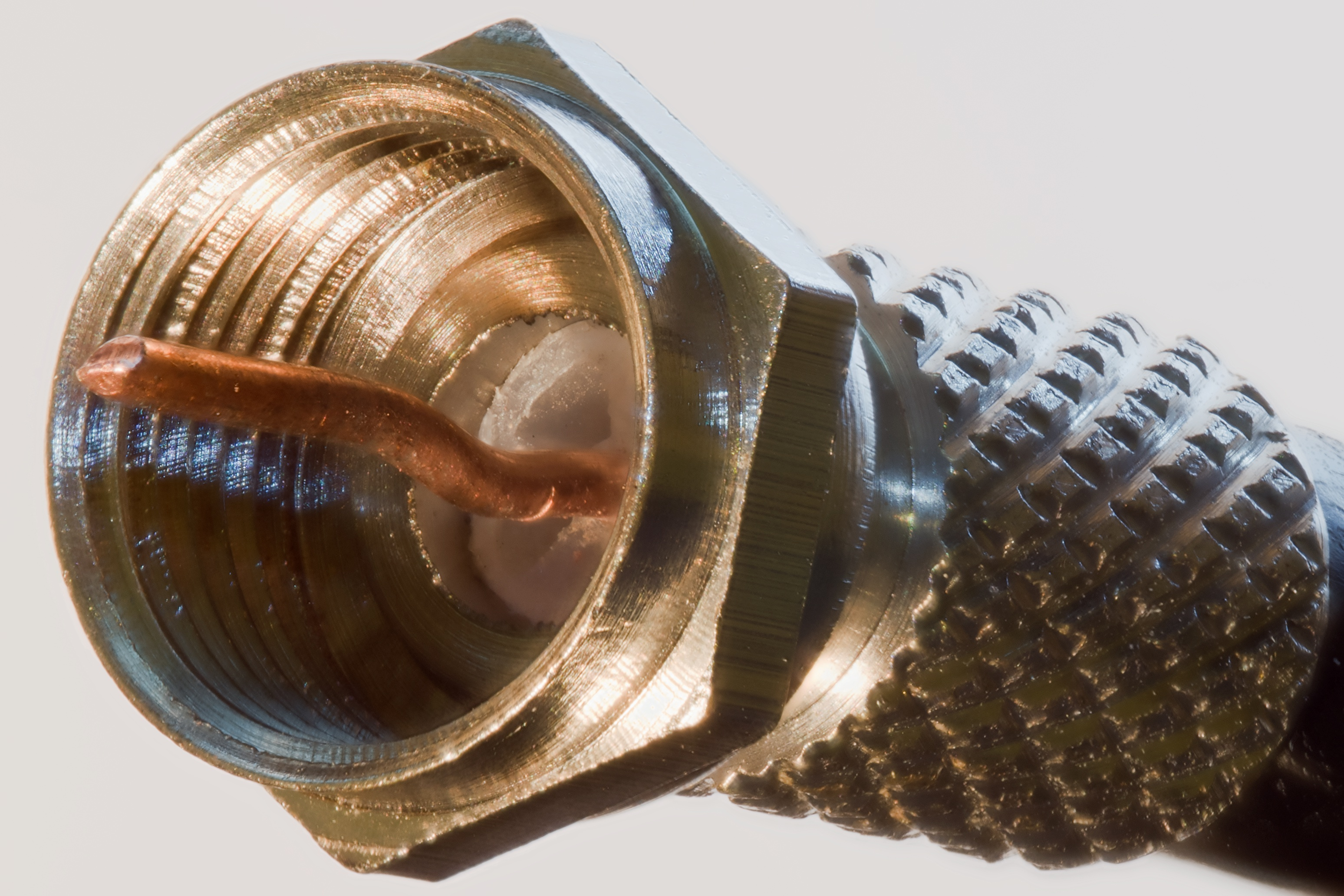
F-kontakt - hane

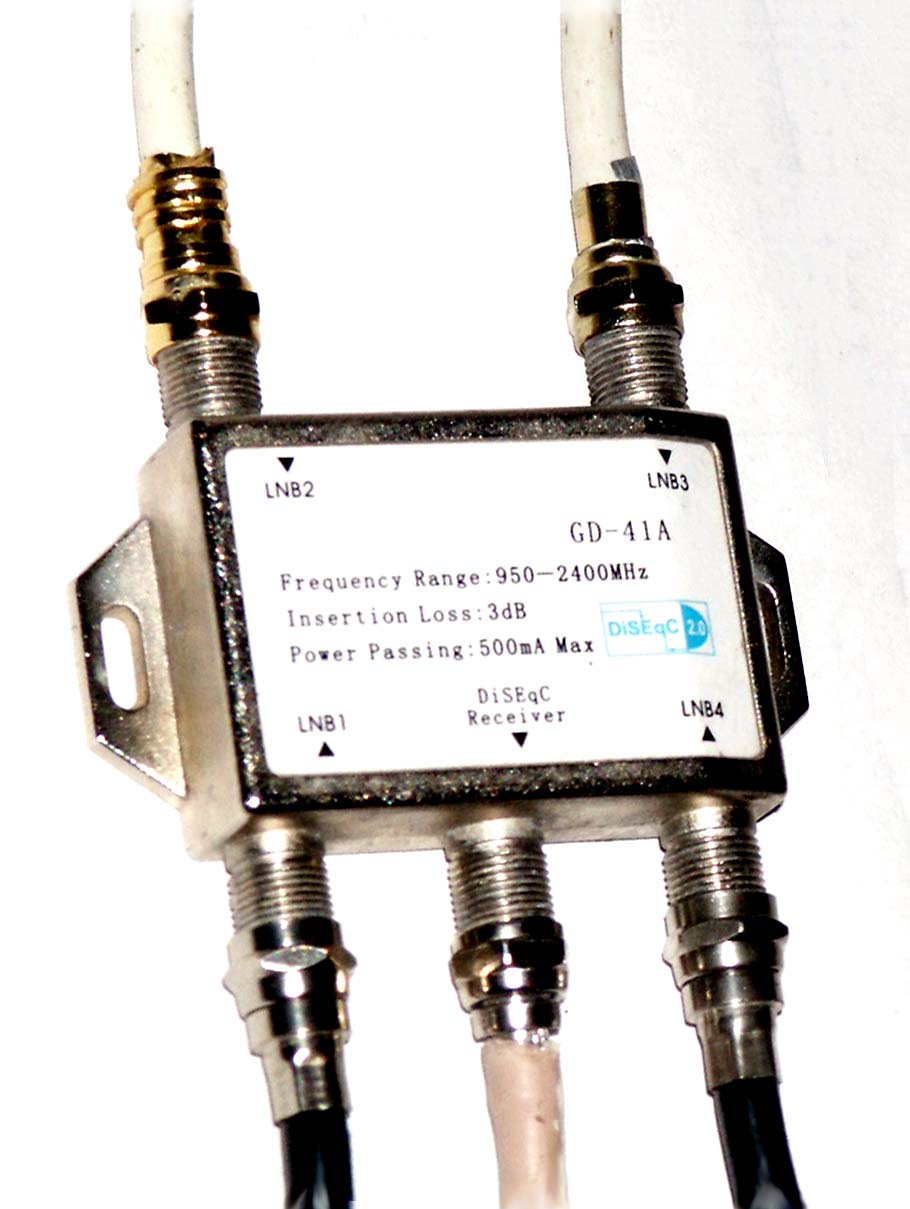
F-kontakter anslutna till en fyrvägs DISEQC-switch

F-kontakt är en koaxial RF-kontakt som oftast används för marksänd television, kabel-TV och universellt för satellit-TV och kabelmodem, vanligtvis RG-6/U-kabel eller, i äldre installationer med RG-59/U-kabel. Den uppfanns av Eric E. Winston under tidigt 1950-tal när han arbetade för Jerrold Electronics med deras utveckling av kabel-TV. Under 1970-talet blev den vanlig för anslutning av televisionssignaler på VHF-bandet, när koaxialkabel ersatte bandkabel, och senare även för UHF.
F-kontakten har låg kostnad, men ändå god 75 Ω impedans och matchar upp till 1 GHz samt har användbar bandbredd upp till flera GHz.